# Parque São Bento (Sorocaba)
Parque São Bento é um bairro da cidade de Sorocaba, localizado na zona norte da cidade, sendo o maior bairro da cidade.

## Demografia
De acordo com a Associação de Moradores Amigos do Parque São Bento, o bairro agrupa quase 100 mil moradores.

## Geografia
Tendo como principal característica ser afastado da região central da cidade, com seu acesso feito principalmente pela Avenida Ipanema ou também pela Avenida Itavuvu, umas das duas importantes vias da cidade. O bairro é dividido em duas partes, a parte antiga sendo o setor A e B e a parte nova setor C, D e E que foi liberado pela Caixa Econômica Federal a aproximadamente 6(seis) anos.  Está localizado entre vários condomínios de médio-alto padrão, junto a famosa feira da barganha (feira muito conhecida em Sorocaba, com vendas de diversos objetos, sendo aberta todos os domingos).
Parque São Bento é o bairro mais populoso do município de Sorocaba. Possui duas escolas, Ensino Médio e Ensino Fundamental, dentre outras particulares para crianças, (EMEI) que está sendo ampliada, o que favorece a melhor educação das crianças e jovens do bairro. Há também um Posto de Saúde que fica localizado na Avenida Dr. Gualberto Moreira, onde são marcadas consultas ou atendimento emergencial. Há um Posto Policial que funciona 24hs foi inaugurado recentemente uma pista de skate ao lado da igreja matriz. Rede de Distribuição de Esgotos Sanitários; Iluminação pública; Rede de abastecimento e distribuição de água potável; Rede de energia elétrica; Pavimentação asfáltica; Rede de galeria de águas pluviais. Devido as novas interligações do sistema viário urbano, agora, o bairro dispõe de uma logística moderna e muito interessante, que propicia aos seus moradores uma rápida integração com toda Zona Norte e Central, através da Alameda do Horto e sua nova ponte com o Jardim São Guilherme,  bem como, acesso a Rodovia Castelo Branco (Km 99). São quase 18.000 lotes com total infra estrutura e grande valorização monetária.